# Liudmila Samsonova
Liudmila Dmitriyevna Samsonova (em russo: Людмила Дмитриевна Самсонова, IPA: [lʲʊdˈmʲiɫə sɐmˈsonəvə]; nascida em 11 de novembro de 1998) é uma tenista russa. Ela também competiu pela Itália de 2014 a 2018. Samsonova tem o recorde de sua carreira no ranking de simples como nº 15 do mundo, alcançado em 13 de fevereiro de 2023.
Ela ganhou seu primeiro título do WTA Tour no Aberto da Alemanha de 2021, um título WTA 500, e no geral ganhou quatro títulos de simples no WTA Tour. Ela também ganhou um total de seis títulos no Circuito ITF. Na Copa Billie Jean King de 2020–21, Samsonova levou o time russo ao seu primeiro triunfo desde 2008, vencendo todas as cinco partidas em simples e duplas.

## Vida pregressa
Samsonova nasceu em 11 de novembro de 1998 na cidade industrial de Olenegorsk, Murmansk Oblast, Rússia. A família dela mudou-se com Liudmila, então com um ano de idade, para a Itália. Seu pai, Dmitry, jogador de tênis de mesa, foi convidado para jogar no clube "Ferentino" de Torino. Seu pai a incentivou a começar a jogar tênis de mesa ou tênis de grama, escolhendo o último. Ela começou a jogar tênis aos seis anos, ingressando na academia de tênis de Riccardo Piatti em Sanremo depois que a federação local de tênis a ajudou financeiramente com isso. Até 2018, Liudmila representou a Itália no tênis profissional, antes de mudar para a bandeira russa.
Em julho de 2021, ela explicou que o motivo de sua decisão foi a pressão extra de competir pela seleção italiana, país onde o tênis é mais seguido do que na Rússia, onde ela tem vontade de competir apenas por si mesma, especialmente considerando seu "difícil" estilo de jogo. Fontes russas foram mais específicas sobre todas as razões por trás da mudança incomum após completar 18 anos, devido à quantidade significativa de jogadores locais que trocaram a bandeira russa. De acordo com a Tennis Weekend, Samsonova enfrentou problemas ao tentar obter um passaporte italiano e havia uma certa falta de apoio para ela como imigrante da Federação Italiana de Tênis. Ela continua treinando fora da Rússia, pois está insatisfeita com as condições do tênis profissional fornecido pela Federação Russa de Tênis no país. Em outubro de 2021, Samsonova esclareceu que nunca teve cidadania italiana e, portanto, nunca enfrentou a opção de escolher entre as duas bandeiras.
Liudmila admitiu que se seus pais tivessem ficado na Rússia, ela teria escolhido a patinação artística. Ela fala italiano como língua nativa e inglês como segunda língua, e seu russo é surpreendentemente bom considerando a falta de prática.

## Carreira profissional

### Como júnior
Samsonova alcançou sua classificação júnior mais alta da ITF em 18 de julho de 2016, chegando ao 65º lugar no ranking. Suas maiores conquistas foram vencer torneios Grau 2 consecutivos do ITF Junior Circuit em 2016, derrotando jogadores notáveis como  Kaja Juvan e Marta Kostyuk.

### 2013–2016: Estreia na ITF como profissional e primeiros títulos
Em 2013, Samsonova fez sua estreia profissional em torneios consecutivos do Circuito Feminino da ITF em Umag, mas perdeu as duas partidas de simples.
Em 2014, Samsonova conquistou seu primeiro título da ITF em um evento de US$ 10k em Roma, derrotando três jogadoras cabeças de chave para garantir a vitória, apesar de não estar ranqueada. A vitória permitiu sua estreia no ranking WTA, na 960ª colocação e terminando o ano na 840ª.
Os próximos dois anos viram a participação dela no Circuito ITF, acumulando um recorde de vitórias e derrotas de 11–12 que fez com que sua classificação estagnasse. No entanto, ela conseguiu retornar ao top 1000 no final de 2016, após chegar à final de um evento de US$ 10k em Solarino.

### 2017–2018: avanço no circuito da ITF
O primeiro avanço real de Samsonova veio quando ela estava deixando a adolescência. Alcançando três finais de US$ 15k em Mâcon, Pula e Hammamet em 2017. Com isso, ela quase reduziu pela metade sua classificação e terminou o ano em 552º lugar.
2018 foi mais um ano bom para Samsonova, tendo chegado a um total de quatro finais. Superando seus melhores resultados pessoais, a russa conquistou seu primeiro título de US$ 25k no Open Castilla y León [en], surpreendendo a terceira "cabeça de chave" Basak Eraydin [en] na final perdendo apenas dois games.
Samsonova causou uma grande impressão no Open de Saint-Malo, um evento de US$ 60k, passando por três rodadas da qualificatória para levantar o maior título de sua carreira e quebrando o top 200 pela primeira vez em sua carreira. Seu recorde de 40-21 vitórias e derrotas ajudou Samsonova a terminar o ano entre as 200 primeiras pela primeira vez.

### 2019: WTA Tour, Grand Slam e estreia no top 150
Samsonova começou o ano com sua estreia em Grand Slams no Australian Open, mas foi derrotada na segunda rodada da qualificatória por Karolína Muchová. Optando por competir em torneios WTA de alto nível com seu ranking, a russa caiu nas eliminatórias dos torneios Premier em São Petersburgo, Doha e Dubai.
Depois de uma sequência de cinco derrotas consecutivas no início da temporada em quadras de saibro, Samsonova surpreendeu várias jogadoras de alto escalão, incluindo a décima cabeça de chave Marie Bouzková, para se classificar para a chave principal do Aberto da França em sua primeira tentativa. Apesar de perder na primeira rodada para a 23ª cabeça de chave Donna Vekic, ela alcançou um novo recorde no ranking mundial, de nº 153, em 10 de junho de 2019 após o torneio.
Alcançando sua segunda chave principal do WTA Tour no Nottingham Open, Samsonova continuou sua boa forma antes de cair para a ex-jogadora do top 15 Yanina Wickmayer na rodada final da qualificatória de Wimbledon, em sua estreia.
Samsonova recebeu sua primeira entrada direta em chave principal do WTA Tour no Ladies Open Lausanne, mas perdeu para a "lucky loser" Han Xinyun na segunda rodada. Na semana seguinte, apesar de perder para Amandine Hesse na rodada final da qualificatória do Palermo Ladies Open, ela conseguiu uma entrada na chave principal em virtude de uma vaga como "lucky loser". Lá, ela surpreendeu Tamara Zidanšek, quarta cabeça de chave e 56ª colocada do ranking, em dois sets, antes de acertar 41 winners para vencer a campeã de Lausanne Fiona Ferro nas quartas de final para fazer sua primeira semifinal da WTA. No entanto, ela perdeu o fôlego ao ser derrotada pela eventual campeã Jil Teichmann, em dois sets.
Optando por não defender seu título em Saint-Malo, sua classificação caiu de 131 para 163 em setembro, mas a qualificação para a chave principal do Tashkent Open permitiu que ela melhorasse sua classificação. Indo para o ITF Poitiers [en], um evento de US$ 80k, sem ser cabeça de chave se agigantou e caminhou para a final sem perder um set, mas perdeu para a estrela em ascensão Nina Stojanovic [en], em dois sets. Sua boa sequência continuou no WTA 125 Open de Limoges, onde ela chegou às quartas de final ao derrotar as jogadoras Top 100 Camila Giorgi e Alizé Cornet.
Ela terminou o ano com um recorde de vitórias e derrotas de 32-27 com impressionantes nove vitórias no top 100, em parte devido a competir em mais torneios WTA e enfrentar chaves mais difíceis no processo.

### 2020: Presença firme no WTA Tour
Começando o ano no Brisbane International de nível Premier, Samsonova sobreviveu às rodadas da qualificatória, que incluíram uma vitória por sets diretos sobre Kristina Mladenovic. Enfrentando a ex-campeã do US Open Sloane Stephens na primeira rodada da chave principal, ela conquistou a melhor vitória de sua carreira ao derrotar a americana em três sets, sacando dez aces no processo e acertando inúmeros winners com sua "agressividade destemida". Embora ela tenha sido derrotada pela nº 7 do mundo, Petra Kvitová, na segunda rodada, Samsonova foi para o Australian Open com um novo ranking mais alto na carreira de nº 118.
Derrotando  Wang Xiyu na rodada final da qualificatória, Samsonova se classificou para a chave principal em Melbourne pela primeira vez em sua carreira. Enfrentando a ex-campeã do Aberto da França, Jelena Ostapenko, na primeira rodada, ela foi derrotada e cometeu 24 erros não forçados em uma derrota por sets diretos. Na partida, Samsonova também estabeleceu o recorde de acertar o saque mais rápido do lado feminino durante todo a temporada em 2020.
Voltando à Rússia para o St. Petersburg Ladies Trophy, ela se classificou para a chave principal, mas caiu para a compatriota Anastasia Potapova na primeira rodada. Semelhante a 2019, Samsonova não conseguiu se classificar para a chave principal do Qatar Open e do Dubai Tennis Championships antes que a pandemia de COVID-19 forçasse a turnê a um hiato por alguns meses.
Com a retomada da turnê no Palermo Ladies Open, Samsonova participou da qualificatória e derrotou Marta Kostyuk pela segunda vez neste ano, chegando à chave principal. Derrotando Kirsten Flipkens na primeira rodada, e se vingando de suas duas derrotas para a belga em 2019, Samsonova estabeleceu um confronto interessante com a cabeça de chave Petra Martic. Apesar de liderar por um set, Samsonova não conseguiu vencer a croata, que acabou chegando às semifinais.
Samsonova perdeu na primeira rodada do US Open e do Aberto da França para a ressurgente Tsvetana Pironkova e a eventual finalista Sofia Kenin, respectivamente. A russa liderou a partida contra Kenin por uma quebra no set final em sua primeira partida na carreira contra um adversário do top 10. Ela terminou seu ano como vice-campeã no evento de US$ 25k em Reims, perdendo para Océane Dodin em dois sets.

### 2021: Primeiro título da WTA, quarta rodada de Wimbledon, estreia no top 50
Samsonova começou o ano nas qualificatórias do Australian Open, que foi realizada em Dubai por motivos relacionados à pandemia. Ela derrotou a 30ª cabeça de chave, e ex-jogadora do top 30 Lesia Tsurenko, em dois sets, para reservar sua passagem para Melbourne pelo segundo ano consecutivo. Ela perdeu na rodada de abertura do Yarra Valley Classic, um evento preparatório para o Australian Open para Tsvetana Pironkova, mas se recuperou para ganhar sua primeira vitória na chave principal do Grand Slam sobre Paula Badosa, recuperando-se de um 3-5 no set final para triunfar. Sua campanha terminou na segunda rodada, nas mãos da número 14 do mundo, Garbiñe Muguruza, em dois sets. Ela encerrou sua viagem à Austrália com outra campanha de qualificatória bem-sucedida no Adelaide International, alcançando a chave principal e vencendo a sexta cabeça de chave Petra Martic em jogo de três sets.
Samsonova voltou ao circuito no Miami Open, onde se classificou para a chave principal com vitórias consecutivas. Na primeira rodada, ela derrotou a também contundente Camila Giorgi, em dois sets. Ela conquistou a maior vitória de sua carreira sobre a número 11 do mundo, Kiki Bertens, depois de perder apenas três games, chegando à terceira rodada de um evento WTA 1000 pela primeira vez em sua carreira. Samsonova acabou perdendo para Maria Sakkari.
Samsonova então começou sua campanha em quadras de saibro no Charleston Open e no MUSC Health Women's Open, realizados no mesmo local em semanas consecutivas. Ela sofreu derrotas iniciais para Coco Gauff e Clara Tauson em ambos os torneios, respectivamente. Como uma "lucky loser", Samsonova chegou à segunda rodada do Emilia-Romagna Open, antes de ser derrotada por Martic mais uma vez. Ela então sofreu uma derrota na primeira rodada da qualificatória para o Aberto da França, perdendo para Aleksandra Krunic em três sets.
Começando sua primeira temporada em quadra de grama no Aberto da Alemanha em Berlim, começando como uma vinda da qualificatória, ela alcançou sua primeira final do WTA Tour. Sua campanha começou com uma vitória apertada sobre Ana Konjuh no "tiebreak" do set final para se classificar para a chave principal, antes de surpreender Markéta Vondroušová na primeira rodada. Samsonova então alcançou sua primeira quartas de final de um WTA 500 com uma vitória em sets diretos sobre a compatriota Veronika Kudermetova, sem enfrentar um break point durante o confronto. Samsonova então prevaleceu por 7–6, 2–6, 7–6 sobre a ex-jogadora do top 10 Madison Keys, salvando 8/11 break points na partida, e seguiu com uma reviravolta maior sobre a duas vezes campeã de Grand Slam Victoria Azarenka na semifinal. Na final, ela derrotou a número 12 do mundo, Belinda Bencic, partindo de um set contra para ganhar seu primeiro título de torneio WTA. Com esta campanha, ela subiu 43 posições para alcançar o recorde de sua carreira no ranking mundial como 63ª, em 21 de junho de 2021.
Em virtude de sua campanha em Berlim, ela também recebeu um "wild card" e fez sua estreia na chave principal de Wimbledon. Lá, ela aproveitou seu ímpeto e alcançou a quarta rodada de um Grand Slam pela primeira vez em sua carreira depois de derrotar a "matadora de gigantes" Kaia Kanepi, a 22ª cabeça de chave Jessica Pegula e a ex-campeã de Grand Slam Sloane Stephens em três sets. Em sua primeira aparição na segunda semana de um torneio Major, ela perdeu para a eventual finalista Karolína Plíšková em dois sets. Após esta melhor campanha em sua carreira, ela fez sua estreia no top 60.
Disputando as chaves principais do Aberto do Canadá e do Western & Southern Open pela primeira vez em sua carreira, Samsonova registrou uma boa vitória sobre a jogadora do top 20 Elena Rybakina, mas perdeu em seguida para Sara Sorribes Tormo e Victoria Azarenka, respectivamente. Samsonova venceu sua primeira partida da chave principal no US Open sobre Katie Boulter.
Como sétima cabeça de chave no Aberto de Luxemburgo, derrotou Misaki Doi e Océane Dodin para chegar às quartas de final desde Berlim. Lá, ela surpreendeu a cabeça de chave Belinda Bencic mais uma vez, vencendo em dois sets. Ela perdeu para Jelena Ostapenko nas semifinais, mas alcançou outro novo recorde na carreira após o torneio. Samsonova fez sua estreia na chave principal do Indian Wells Open, triunfando sobre Kateryna Kozlova na primeira rodada, mas caiu para a compatriota Kudermetova na segunda rodada.
Ela perdeu para Ajla Tomljanovic na primeira rodada da Kremlin Cup. Samsonova então alcançou as semifinais do Courmayeur Ladies Open, mas perdeu para Tauson mais uma vez, desta vez depois de ter cinco match points. Mesmo assim, ela conseguiu fazer sua estreia no top 40 após o torneio. Ela terminou a temporada na BJK Cup Finals, fazendo sua estreia no torneio, mas desempenhou um papel fundamental na conquista do título para a Rússia, já que ficou invicta durante a semana. Ela conquistou vitórias de simples sobre Sloane Stephens e Belinda Bencic e estendeu seu recorde de confronto direto contra as duas jogadores para 3-0. Ela também fez parceria com Veronika Kudermetova e venceram todos os seis sets que disputaram, derrotando o Canadá, a França e os Estados Unidos.

### 2022: WTA 1000 e US Open quartas rodadas, top 20, três títulos
Samsonova começou no Melbourne Summer Set 1, mas sofreu uma derrota na primeira rodada para a ex-jogadora do top 10, Andrea Petkovic. A russa alcançou suas primeiras quartas de final da temporada no Adelaide International 2, mas perdeu para Madison Keys. No Australian Open, ela venceu a vinda da qualificatória Emina Bektas na primeira rodada, alcançando a segunda rodada pelo segundo ano consecutivo.
Ela perdeu nas qualificatórias do Dubai Championships antes de cair para Alizé Cornet na primeira rodada do Qatar Ladies Open, em uma partida de três sets.
Ela encontrou a boa forma em Indian Wells, onde fez a quarta rodada de um evento WTA 1000 pela primeira vez em sua carreira. No entanto, ela perdeu para Petra Martić na quarta rodada em seu quarto encontro consecutivo.
Ela alcançou o top 25 em 9 de maio de 2022, depois de chegar à semifinal no Stuttgart Grand Prix, que perdeu para a cabeça de chave Iga Świątek. Ela perdeu nas primeiras rodadas em ambos os torneios WTA 1000: o Madrid Open e o Italian Open. No Aberto da França, perdeu também na primeira rodada, para Danka Kovinić.
Durante a turnê americana, Samsonova conquistou dois títulos consecutivos. Primeiro, ela jogou no Washington Open e venceu cinco partidas, incluindo uma vitória na segunda rodada sobre a Top 10 Emma Raducanu. Na final, ela derrotou Kaia Kanepi após perder o primeiro set. Sua próxima parada deveria ser a qualificatória para o Aberto do Canadá, mas ela foi forçada a desistir por ainda estar jogando em Washington DC. Ela então jogou no evento Tennis in the Land em Cleveland. Derrotando Aliaksandra Sasnovich na final, ela conquistou seu segundo título do ano e registrou sua décima vitória consecutiva.
No US Open, ela alcançou a quarta rodada pela primeira vez neste Major, derrotando a vinda da qualificatória  Sára Bejlek, a 14ª cabeça de chave Leylah Fernandez e Aleksandra Krunić. Na quarta rodada, ela perdeu para Ajla Tomljanović, depois de perder uma intensa batalha de uma hora no primeiro set, perdendo oito set points e um jogo de 20 minutos.
Em Tóquio, ela derrotou Elena Rybakina,  Wang Xinyu, a terceira cabeça de chave Garbiñe Muguruza, e Zhang Shuai para alcançar sua terceira final da temporada. Na final, ela venceu a primeira vez finalista  Zheng Qinwen para ganhar seu quarto título WTA na carreira. No entanto, ela perdeu na primeira rodada do San Diego Open para Bianca Andreescu em três sets. Em Guadalajara, ela derrotou Aryna Sabalenka na segunda rodada para sua primeira vitória no top 5 antes de perder para Marie Bouzková em três sets. Com o resultado, ela estreou no top 20 no dia 24 de outubro no ranking WTA.

### 2023: Estreia no Top 15 em simples, top 40 em duplas
Samsonova começou a temporada no Adelaide International 1 ao passar por Zhang Shuai para sua primeira vitória do ano. Ela perdeu na segunda rodada para a eventual campeã Aryna Sabalenka em dois "tiebreaks", apesar de ter vencido por 5–1 no primeiro set. Isso foi seguido por uma derrota em sets diretos para Amanda Anisimova no Adelaide 2 na primeira rodada. Como 18ª cabeça de chave no Australian Open, ela derrotou Jasmine Paolini em dois sets, antes de perder para Donna Vekić na segunda rodada, vencendo apenas três games. Em Dubai, ela também venceu na primeira rodada contra Paula Badosa, na terceira partida mais longa do ano com duração de três horas e 22 minutos. Ela chegou à terceira rodada após uma vitória fácil sobre  Zheng Qinwen, mas perdeu para a cabeça de chave e número 1 do mundo, Iga Świątek. No mesmo torneio com Veronika Kudermetova ela ganhou o título de duplas. Como resultado, ela fez sua estreia no top 60 em duplas. Em Indian Wells ela perdeu na primeira rodada e em Miami na segunda.
Na temporada em quadras de saibro, seu melhor desempenho foi no Madrid Open onde chegou às oitavas de final.
Na temporada em quadras de grama, chegou às quartas de final no Libema Open e no Bad Homburg Open.
De volta às quadras duras na América, Samsonova chegou à semifinal do DC Open do qual era defensora do título, no entanto, perdeu para Coco Gauff em sets diretos. No Canadá, ela fez uma excelente campanha chegando à final contra Jessica Pegula, partida que perdeu de forma contundente, mas que gerou muita repercussão devido à falta de tempo para o descanso adequado, visto que ela jogou a partida de semifinal contra a número 3 do mundo Elena Rybakina em três sets apenas duas horas antes. A  própria Pegula admitiu que as condições da partida não foram justas.
Samsonova deu início à temporada asiática no Pan Pacific Open no qual passou por Tatjana Maria na primeira rodada mas perdeu em sets diretos para Ekaterina Alexandrova na segunda. Ela teve um excelente desempenho no torneio seguinte, o China Open no qual chegou à final, batendo  Alycia Parks, Petra Kvitová, Marta Kostyuk, Jeļena Ostapenko e a cabeça de chave número cinco Elena Rybakina no caminho. A final, contra a número dois do mundo Iga Świątek, ela acabou perdendo em sets diretos.

### 2024
Samsonova teve um início de temporada discreto. Participou do Brisbane International como "cabeça de chave" N° 4 e perdeu na sua estreia na segunda rodada para Mirra Andreeva em sets diretos. Logo depois, participou do Adelaide International como "cabeça de chave" N° 7, sendo derrotada na primeira rodada por Laura Siegemund em jogo de três sets. Depois disso, partiu para o Australian Open, no qual como "cabeça de chave" N° 13, perdeu na primeira rodada para Amanda Anisimova, que retornava às quadras, em sets diretos. No giro do Oriente Médio, em Abu Dhabi, ela chegou às semifinais onde perdeu para a cabeça de chave N° 1 e eventual campeã, Elena Rybakina em jogo de três sets. No Qatar, Samsonova perdeu na primeira rodada para Leylah Fernandez em sets diretos, porém muito equilibrados. Já e em Dubai, ela chegou às oitavas de final, onde perdeu para a cabeça de chave N° 7, Marketa Vondrousova em sets diretos. No giro americano, ela perdeu seus jogos de estreia tanto em Indian Wells, quanto em Miami.
Samsonova iniciou a temporada em quadras de saibro no Porsche Tennis Grand Prix, onde perdeu para Anastasia Potapova na primeira rodada em jogo de três sets. No Aberto de Madri, ela venceu seu jogo de estreia contra Naomi Osaka em jogo de três sets, porém, na segunda rodada, perdeu para a cabeça de chave N° 18 Madison Keys, em sets diretos. No Aberto de Roma, ela perdeu seu jogo de estreia para Diana Shnaider em sets diretos. No Internationaux de Strasbourg, chegou às semifinais onde perdeu para a eventual campeã, Madison Keys. Já no Aberto da França, como cabeça de chave N° 17, venceu Magda Linette, na primeira rodada em sets diretos, venceu Amanda Anisimova, na segunda também em sets diretos, mas perdeu na terceira para Elisabetta Cocciaretto, mais uma vez em sets diretos.
Dando início à temporada em quadras de grama, o próximo compromisso de Samsonova, foi o Libéma Open, no qual conquistou o título, vencendo Bianca Andreescu na final, em jogo de três sets. Em seguida, ela participou do Berlim Ladies Open, no qual perdeu na primeira rodada a vinda da qualificatória, Veronika Kudermetova, em jogo de três sets. Logo depois, no Bad Homburg Open, ela passou por Sara Sorribes Tormo mas perdeu para Katerina Siniakova na segunda rodada em jogo de três sets. Em Wimbledon, passou por Rebeka Masarova [en] e Elina Avanesyan, mas perdeu para Anna Kalinskaya na terceira rodada.
De volta às quadras duras na América do norte, Samsonova participou do Washington DC Open, no qual como cabeça de chave N° 3, ficou de "bye" na primeira rodada, mas perdeu seu jogo de estreia contra Paula Badosa, do qual desistiu por contusão logo depois do primeiro set. Depois disso, no Aberto do Canadá, como cabeça de chave N° 6, passou por Moyuka Uchijima [en], e por Elise Mertens, mas perdeu para Diana Shnaider nas quartas de final em jogo de três sets. Em seguida, participou do Cincinnati Open, no qual, passou por Wang Xinyu, Magda Linette e Elina Avanesyan para chegar às quartas de final, onde enfrentou a cabeça de chave N° 3 e eventual campeã, Aryna Sabalenka, jogo que perdeu em sets diretos.